# Wolfgang Lackerschmid

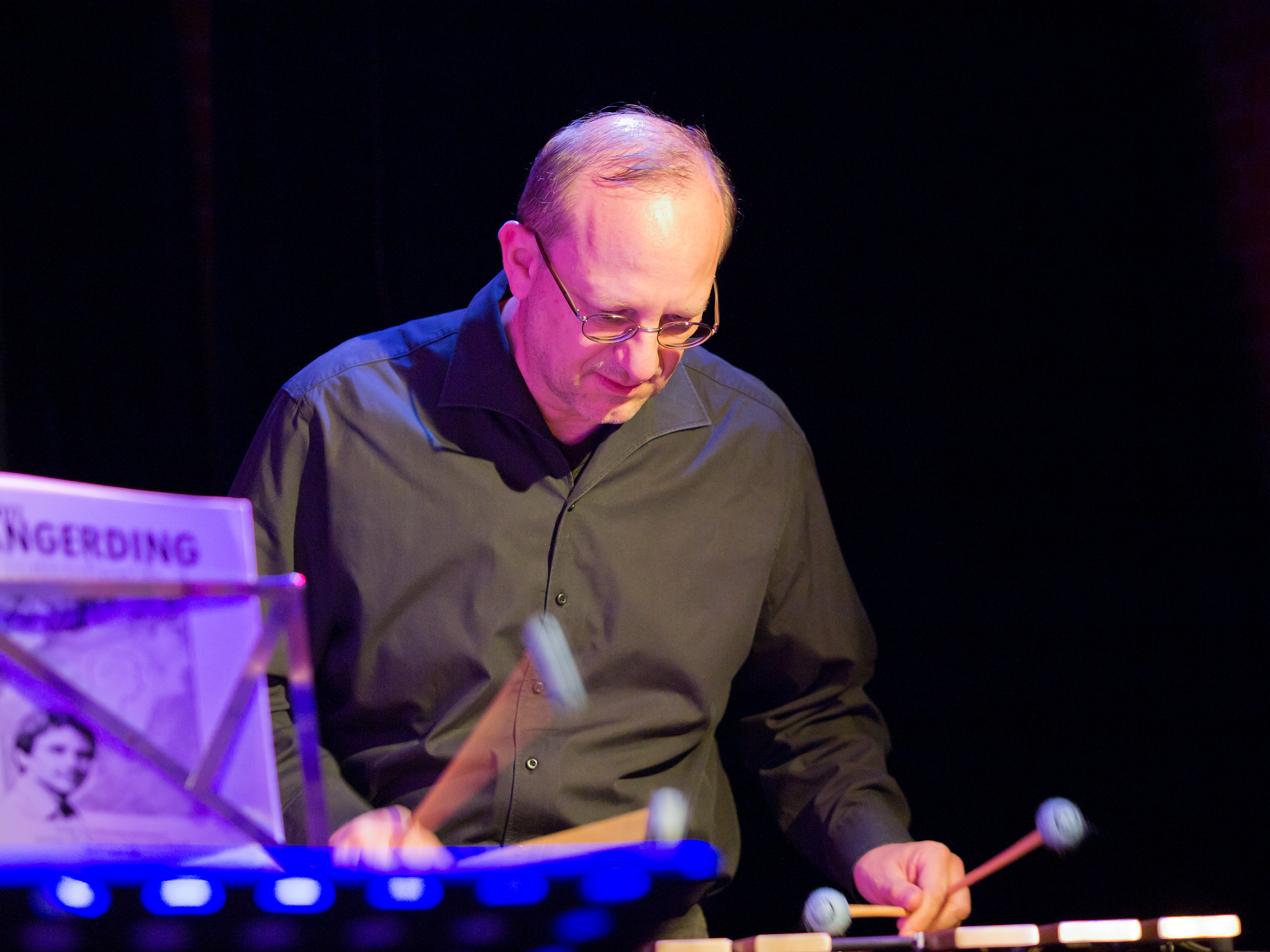
Wolfgang Lackerschmid, 2011

Wolfgang Wilhelm Lackerschmid (* 19. September 1956 in Tegernsee) ist ein deutscher Jazzmusiker, Bandleader und Komponist. Sein Hauptinstrument ist das Vibraphon, er spielt aber auch Klavier und Mallet-Instrumente wie die Marimba.

## Leben und Wirken
Lackerschmid wuchs in Ehingen/Donau auf. Er studierte von 1975 bis 1980 mit den Hauptfächern Komposition/ Musiktheorie bei Martin Gümbel und Schlagwerk bei Gyula Rasz an der Hochschule für Musik und Darstellende Kunst Stuttgart.
1976 gründete Lackerschmid seine Mallet Connection, mit der er im selben Jahr die gleichnamige LP aufnahm. Auf dieser LP arbeitete er mit Künstlern wie Rocky Knauer, Gerhart Ziegler, Janusz Stefanski, Dieter Bihlmaier, Leszek Zadlo und Herbert Joos. 1978 holte ihn Joachim Ernst Berendt zusammen mit Karl Berger, David Friedman und Tom van der Geld zur ersten Vibraphone Summit.
Durch diese Engagements und Kollaborationen erlangte Lackerschmid zunehmend Bekanntheit in der europäischen Jazzszene. Im Januar 1979 kam es dann zu der nachhaltig wichtigen Zusammenarbeit mit Trompeter Chet Baker. Als die beiden sich auf einem Festival kennenlernten, schlug Lackerschmid Baker vor, ein Duo-Album aufzunehmen. Begeistert von der Idee fanden die beiden sich wenige Monate später in Stuttgart im Studio wieder und nahmen die LP Ballads for Two auf, gefolgt von Chet Baker/Wolfgang Lackerschmid, mit Larry Coryell, Buster Williams und Tony Williams.
Nachdem sich der Vibraphonist Anfang der 1980er Jahre verstärkt um seine Plattenfirma Sandra Musik kümmerte, erhielt er 1988 den ersten großen Auftrag einer Theaterbühne. So schrieb er die Ballettmusik für Schneewittchen am Augsburger Stadttheater.
Da Lackerschmid seinen Wohnsitz nach Augsburg verlegte, kam es dort zu immer mehr Projekten. So verfasste er Auftragsarbeiten für das Theater Augsburg (Faust, Peer Gynt) und die Augsburger Puppenkiste (Paula und die Kistenkobolde, Ein Sommernachtstraum). Ebenfalls vertonte er Lyrik von Bertolt Brecht, der in Augsburg geboren wurde, sowie die Bäsle-Briefe von Wolfgang Amadeus Mozart und widmete der Stadt die Komposition Steinklang, Geschichte einer Stadt.
Seit etwa 1980 ist er auch außerhalb Europas auf Tournee, vorwiegend in den Vereinigten Staaten von Amerika. Zu seinen wichtigsten Wegbegleitern zählt neben Chet Baker auch Attilla Zoller.
Dem Diskographen Tom Lord zufolge war er zwischen 1976 und 2016 an 48 Aufnahmesessions beteiligt. Er lebt in Augsburg, wo er auch ein Tonstudio betreibt.
Lackerschmid ist stellvertretendes Mitglied im Aufsichtsrat der GEMA, Mitglied im Vorstand (2. Vorsitzender) von jetzt:musik! Augsburger Gesellschaft für Neue Musik e. V., Leiter des Jazzausschusses im Tonkünstlerverband Bayern e. V., Mitglied im Deutschen Kulturrat, Fachausschuss Urheberrecht.
Von 2016 bis 2022 war er Mitglied im Bundesvorstand der Deutschen Jazzunion (ehemals Union Deutscher Jazzmusiker).

### Ensembles und Duette
Lackerschmid leitet mehrere Ensembles als Band- oder Co-Leader. Darunter befinden sich Gruppierungen wie die Band Brazil & Blue mit Hendrik Meurkens, Paquito D’Rivera, Romero Lubambo, John Lee und Paolo Braga. Lackerschmid leitet sein eigenes Ensemble Lebende Kammermusik für neue Werke zwischen Jazz und E-Musik und die Produktion und Band Franz Grothe Jazz Standards (gefördert von der Franz Grothe Stiftung). Ab 1979 war er im Duo mit dem Trompeter Chet Baker unterwegs, zwischen 1988 und 1998 mit Günter Lenz und mit Attila Zoller.
Seit 2000 spielt Lackerschmid in verschiedenen Duo und Bandprojekten mit der Sängerin Stefanie Schlesinger.
In der zusammen mit Njamy Sitson und Walter Lang 2007 gegründeten Afro-Jazz-Formation Daktarimba spielt Wolfgang Lackerschmid ausschließlich Marimba. Die erste CD-Veröffentlichung D´Afrique war 2016 in der Kategorie „Besondere Instrumente“ für einen Jazz Echo nominiert.
Seit 2014 steht er auch zusammen mit Hélio Alves, Nilson Matta und Duduka da Fonseca als Wolfgang Lackerschmid & The Brazilian Trio auf der Bühne.
Zusätzlich zu eigenen Gruppen ist Lackerschmid auch als Gastsolist bei Konzerten und auf Veröffentlichungen anderer Künstler zu hören, so bei Pete York, Ray Pizzi, Götz Tangerding, Biréli Lagrène, der Unterbiberger Hofmusik, den Klazz Brothers, František Uhlíř, Jiří Stivín, Sandro Roy, Ryan Carniaux und anderen.

## Kompositorische Tätigkeit
Lackerschmid komponierte auch Auftragswerke wie die Kindermusicals Pinocchio, Der Zauberer von Oz (uraufgeführt 1995 auf der Waldbühne Sigmaringendorf) und Schneewittchen, für die Augsburger Puppenkiste Papilio, Paula und die Kistenkobolde und Norbert Nackendick, Das kleine Känguru und der Angsthase, für das Theater Augsburg Faust, Pancomedia, Peer Gynt und viele weitere Theaterproduktionen. Er schrieb auch Filmmusik, so neben Beiträgen zu den Filmen Mit dir und Xaver und Carlotta auch zu mehreren Folgen der Fernsehserie Gute Zeiten, schlechte Zeiten. Daneben entstanden Werke für das SUK-Kammerorchester Prag, für Percussionensemble, für Chor und Ballett.

## Diskografische Hinweise
- Magic Brewery. 2013, Hipjazz (mit Mark Egan, Karl Latham, Ryan Carniaux).
- Hurry Up and Wait. 2007, Hipjazz (mit Bob Degen, Cameron Brown, Karl Latham)
- A Jazz Tribute to Franz Grothe. 2004, Hipjazz (mit Stephan Holstein, Walter Lang, Henning Sieverts, Falk Willis).
- Full Moon Trio, Live at Birdland Neuburg. 2002, Doublemoon (mit Stephan Holstein, Walter Lang).
- One More Life. 1992, Bhakti Rec.
- Mallet Connection. 1995, Bhakti Rec.

Duette
- Chet Baker & Wolfgang Lackerschmid, Legacy, Vol. 3: Why Shouldn’t You Cry. 2002, Enja.
- Chet Baker & Wolfgang Lackerschmid, Welcome Back. 2023, Dot Time(orig. 1995, West Wind Jazz).[21]
- Wolfgang Lackerschmid & Attila Zoller, Live Highlights '92. 1992, Bhakti Rec.
- Chet Baker & Wolfgang Lackerschmid, Ballads for Two. 1990, Inak.
- Wolfgang Lackerschmid & Günter Lenz, Live Conversation. 1984, Inak.

## Lexikalische Einträge
- Wolf Kampmann (Hrsg.), unter Mitarbeit von Ekkehard Jost: Reclams Jazzlexikon. Reclam, Stuttgart 2003, ISBN 3-15-010528-5.
- Martin Kunzler: Jazz-Lexikon. Band 1: A–L. 2. Auflage. Rowohlt, Reinbek bei Hamburg 2004, ISBN 3-499-16512-0.